# 欧事研究会
欧事研究会，民国初年的政治团体，国民党党史中的一个阶段。1914年8月在日本东京成立。

## 歷史
1913年国民党因发动二次革命，被袁世凯取缔。1914年7月孙中山在日本将国民党改组为对个人领袖效忠的中华革命党，并重新办理入党手续，按手印宣誓。一部分国民党温和派人士拒绝加入。时值第一次世界大战爆发，他们以研究欧战为名，于1914年8月在东京组织欧事研究会。参加者共100余人，主要人物有李烈钧、李根源、熊克武、钮永建、陈炯明、邹鲁、程潜、陈独秀、谷钟秀、张耀曾、杨永泰等。該會曾准备推举黄兴为领袖，遭黄拒绝。黄也未加入中华革命党，而是离开日本赴美国游历。
1915年中日交涉“二十一条”时，該會主张“联袁对外”。1915年下半年，袁世凯复辟帝制，部分成员李烈钧、李根源等开始向孙中山靠拢，参加了讨袁护国战争。1916年袁世凯死，黎元洪继任总统，恢复国会，赦免国民党。欧事研究会成员纷纷回国，参加议会政治。中华革命党也宣布取消活动。不久，国民党形成三个派别：
- 一、客庐系：以张继、王正廷、吴景濂、谷钟秀、张耀曾等为主；
- 二、韬园系，以旧进步党人新附于国民党之孙洪伊及丁世峄为主；
- 三、丙辰俱乐部，以林森、居正、田桐为主，可以算做中华革命党的化身。

谷钟秀、张耀曾脱离另组成政学会（政学系）。丙辰俱乐部与韬园两派又合组为民友社。

## 構成人員
- 發起人：李根源、章士釗、彭允彝、殷汝驪、冷遹、林虎、程潜
- 主要会員：黄興、熊克武、柏文蔚、趙正平、鄒魯、方声濤、唐蟒、楊庶堪、岑春煊、陳炯明、汪兆銘（汪精衛）、蔡元培、吳敬恒（吳稚暉）、鈕永建、張繼、李書城、林森、谷鍾秀、欧陽振声、楊永泰、但懋辛、陳独秀、張耀曾、沈鈞儒、王九齡、殷汝耕